# Guy Vandersmissen
Guy Vandersmissen (Tongeren, 1957. december 25. –) válogatott belga labdarúgó, középpályás, edző.
Részt vett az 1982-es spanyolországi világbajnokságon.

## Sikerei, díjai
Standard Liège
- Belga bajnokság
  - bajnok (2): 1981–82, 1982–83
- Belga kupa
  - győztes (1): 1981
- Kupagyőztesek Európa-kupája (KEK)
  - döntős (1): 1981–82